# Nayala (tỉnh)
Nayala là một trong 45 tỉnh của Burkina Faso trong vùng Boucle du Mouhoun.
Tỉnh Nayala có dân số năm 1996 là 136.393 người, mật độ 34,80 người/km² 
Thủ phủ là Toma.
Nayala được chia thành 6 tổng:
- Gassan
- Gossina
- Kougny
- Toma
- Yaba
- Ye